# Alatiplica spatulifera
Alatiplica spatulifera är en insektsart som beskrevs av Kenneth Hedley Lewis Key 1976. Alatiplica spatulifera ingår i släktet Alatiplica och familjen Morabidae. Inga underarter finns listade i Catalogue of Life.